# Guggenheimella bovis
Guggenheimella bovis è una specie di batterio appartenente alla famiglia delle Clostridiaceae.